# 1932년 동계 올림픽 스피드스케이팅 여자 1000m
미국 레이크플래시드에서 열린 1932년 동계 올림픽 스피드 스케이팅의 여자 1000m 종목은 1932년 2월 9일에 진행됐다. 이 대회는 '팩 스타일 방식'으로 진행되었다. 이것은 북미에서 흔한 방식이었고, 미국과 캐나다 출신 선수들에게는 유럽 선수들보다 큰 이점이 되었다.

## 참가 국가
2개국에서 온 10명의 선수들이 대회에 참가했다.
- 미국
- 캐나다

## 기록
이번 대회이전에 다음과 같은 세계 기록이 세워져 있었다.
| 종류      | 기록      | 선수            | 장소             | 시간            |
| --------- | --------- | --------------- | ---------------- | --------------- |
| 세계 기록 | 2:03.4(*) | 조피아 네린고바 | 엥겔베르그 (SUI) | 1932년 1월 17일 |

(*) 기록은 해발 1000m 이상 고도에서 치러졌고, 자연적으로 얼은 얼음 위에서 기록되었다. 

## 결과

### 예선

#### 1조
| 순위 | 선수                   | 기록   | 통과 |
| ---- | ---------------------- | ------ | ---- |
| 1    | 렐라 브룩스 (CAN)      | 2:01.2 | Q    |
| 2    | 제랄딘 매키 (CAN)      | 불명   | Q    |
| 3    | 해티 도날드슨 (CAN)    | 불명   | Q    |
| 4    | 헬렌 비나 (USA)        | 불명   |      |
| –    | 엘시 말러 맥라베 (USA) | DNF    |      |

#### 2조
| 순위 | 선수                      | 기록   | 통과 |
| ---- | ------------------------- | ------ | ---- |
| 1    | 진 윌슨 (CAN)             | 2:06.0 | Q    |
| 2    | 엘리자베스 듀보이스 (USA) | 불명   | Q    |
| 3    | 도로시 프레이니 (USA)     | 불명   | Q    |
| –    | 플로렌스 허드 (CAN)       | DNF    |      |
| –    | 키트 클레인 (USA)         | DNF    |      |

#### 결선
| 순위 | 선수                      | 기록   |
| ---- | ------------------------- | ------ |
| 1    | 엘리자베스 듀보이스 (USA) | 2:04.0 |
| 2    | 해티 도날드슨 (CAN)       | 불명   |
| 3    | 도로시 프레이니 (USA)     | 불명   |
| 4    | 렐라 브룩스 (CAN)         | 불명   |
| 5    | 제랄딘 매키 (CAN)         | 불명   |
| 6    | 진 윌슨 (CAN)             | 불명   |

## 메달 집계

### 메달리스트
| 종목       | 금                         | 은                     | 동                     |
| ---------- | -------------------------- | ---------------------- | ---------------------- |
| 여자 1000m | 엘리자베스 듀보이스 · 미국 | 해티 도날드슨 · 캐나다 | 도로시 프레이니 · 미국 |

## 범례
|  | 세계 신기록                  |  |                   | 아프리카 신기록 |                      | Q | 예선 통과 |
|  | 올림픽 신기록                |  | 북아메리카 신기록 | DNS             | 경기를 시작하지 않음 |   |           |
|  |                              |  | 아시아 신기록     | DNF             | 경기를 마치지 않음   |   |           |
|  | 국가 신기록                  |  | 유럽 신기록       | DSQ             | 실격                 |   |           |
|  | 개인 최고 기록 (개인 신기록) |  | 오세아니아 신기록 | WD              | 기권                 |   |           |
|  | 시즌 최고 기록 (시즌 신기록) |  | 남아메리카 신기록 | NM              | 기록 없음            |   |           |

## 참조
- 올림픽 공식 리포트 보관됨 2008-04-10 - 웨이백 머신